# Robert C. Richardson
Robert Coleman Richardson (ur. 26 czerwca 1937 w Waszyngtonie, zm. 19 lutego 2013 w Ithace) – amerykański fizyk, laureat Nagrody Nobla z dziedziny fizyki w roku 1996 za odkrycie nadciekłości w izotopie helu-3.
Od 1975 roku profesor Uniwersytetu Cornella w Ithace. Prowadził badania w dziedzinie niskich temperatur. Wspólnie z Davidem M. Lee skonstruował urządzenie chłodzące zdolne do wytwarzania temperatury bliskiej zera bezwzględnego. W 1972 roku, podczas badań magnetycznych właściwości izotopu helu-3, zaobserwowali przemianę, którą zidentyfikowali jako nadciekłość, stan, w którym lepkość jest bliska zeru (hel przepływa bez oporów).

## Publikacje
Robert C. Richardson jest autorem ponad 95 artykułów naukowych oraz książek, m.in.:
- Robert C. Richardson, Eric N. Smith and 21 Cornell graduatestudents, Experimental Techniques in Condensed Matter Physics at Low Temperatures (1988).
- Alan Giambattista, Betty Richardson, Robert Richardson, College Physics (2004).

## Uhonorowanie
Za odkrycie fazy nadciekłej helu-3 R.C. Richardson otrzymał w roku 1996 Nagrodę Nobla (wspólnie z Davidem M. Lee i Douglasem D. Osheroffem). Jest członkiem licznych towarzystw naukowych (m.in. National Academy of Sciences, American Physical Society), w których pełni lub pełnił kierownicze funkcje i od których otrzymał liczne nagrody i wyróżnienia.